# Полянський Леонід Петрович
Поля́нський Леоні́д Петро́вич (* 24 жовтня 1975, Жмеринка, Вінницька область, УРСР — † 20 лютого 2014, Київ, Україна) — активіст Євромайдану. Залізничник. Поранений снайпером в груди зранку 20 лютого 2014 року на вул. Інститутській. За суспільним визнанням належить до Небесної Сотні. Один із двох мешканців Жмеринки, що загинув на Євромайдані. Римо-католик. Герой України.

## Біографія
Працював залізничником в Жмеринці, останні роки жив і працював у Києві.

### На Майдані
Брав активну участь з початку акцій протесту на Майдані Незалежності. Став членом Самооборони Майдану. З грудня 2013 належав до Барської Чоти.
Загинув внаслідок вогнепального поранення в груди. Тіло виявили в морзі на Оранжерейній. Похорони відбулися у Жмеринці. Похований на місцевому римо-католицькому цвинтарі.
Дружина стала удовою, двоє малих дітей — без батька.
Судова експертиза встановила, що Леоніда Полянського вбив командир "Беркуту" Дмитро Садовнік.

## Вшанування пам'яті
Похований на Римо-католицькому цвинтарі в Жмеринці.

### Нагороди
- Звання Герой України з удостоєнням ордена «Золота Зірка» (21 листопада 2014, посмертно) — за громадянську мужність, патріотизм, героїчне відстоювання конституційних засад демократії, прав і свобод людини, самовіддане служіння Українському народу, виявлені під час Революції гідності[2]
- Медаль «За жертовність і любов до України» (УПЦ КП, червень 2015) (посмертно)[3]